# Oliebaan
De Oliebaan is een straat in Brugge.

## Beschrijving
De naam Oliestraat komt al vroeg voor:
- 1291: pro calceia in Olistrate (voor bestratingswerken);
- 1302: Olistrate;
- 1453: in de olyestrate.

De naam hield verband met de olieslagers die er werkzaam waren en met de oliemolen die er stond.
In 1850 droeg de straat nog steeds die naam. In de negentiende eeuw was er een touwslager of 'touwdraaier' werkzaam en hij legde een lijnbaan aan voor zijn activiteiten. Er vond toen een contaminatie plaats tussen 'Oliestraat' enerzijds en 'lijnbaan' anderzijds, en zo ontstond 'Oliebaan'.

## Literatuur

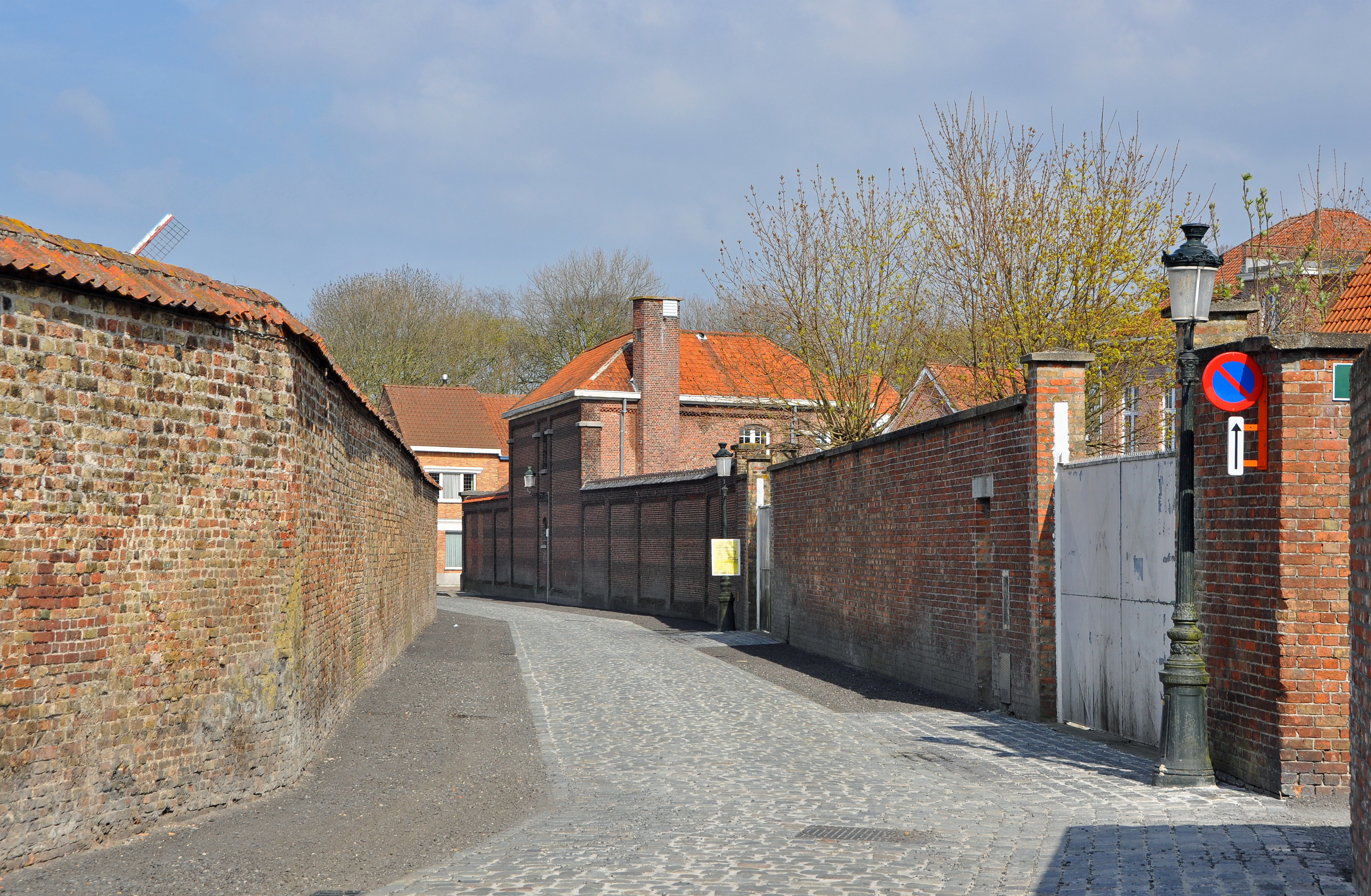
De Oliebaan in oostelijke richting gezien, met op het einde de Peterseliestraat
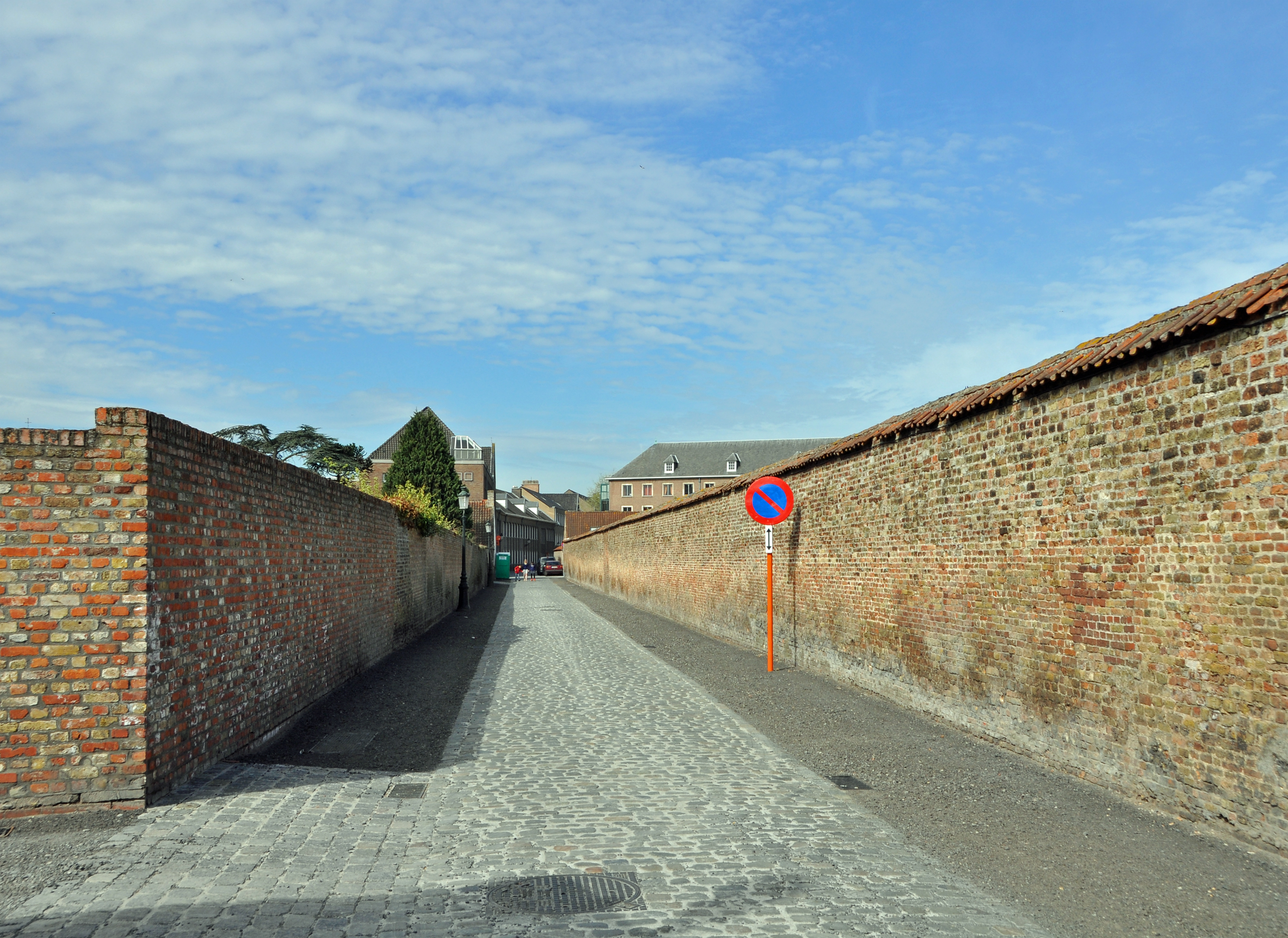
De Oliebaan in westelijke richting gezien